# Sugata Sanshirō
Sugata Sanshirō (japonès: 姿三四郎, distribuïda internacionalment com a La saga del judo) és una pel·lícula japonesa de l'any 1943, el primer llargmetratge d'Akira Kurosawa. Va ser rodada en blanc i negre i protagonitzada per Denjiro Okochi, Susumu Fujita i Yukiko Todoroki. Està basada en la novel·la Sugata Sanshirō de Tsuneo Tomita, d'un any abans. El títol original de la novel·la i de la pel·lícula és el nom del personatge protagonista. Kurosawa també va dirigir una seqüela d'aquesta pel·lícula, Zoku Sugata Sanshirō (japonès:續姿三四郎, distribuïda internacionalment com a La saga del judo 2), basada en les ampliacions de la història original feta pel mateix Tomita, que al llarg de les dècades han esdevingut 6 llargmetratges, 5 drames de televisió, 2 pel·lícules d'animació i 4 còmics manga.

## Antecedents
Akira Kurosawa va néixer a Tòquio el 1910 en el si d'una família d'antics samurais. El seu pare, Isamu, era un militar que va arribar a dirigir l'Institut d'Educació Física de l'Exèrcit, on va promoure esports tradicionals japonesos com el judo i el kendo —esport que també arribaria a practicar Akira—, però també uns altres procedents de l'estranger, com el beisbol i la natació. Encara que conservador i antisocialista, Isamu Kurosawa era d'idees moderades i afeccionat al cinema, i va transmetre aquesta afició al seu fill. En 1930 Akira va ser declarat no apte per al servei militar per un metge amic del seu pare, la qual cosa va evitar que més tard hagués de participar en la guerra. Per aquesta època, el seu interès era la pintura, encara que va suspendre l'examen d'entrada en una escola d'art. Va arribar a unir-se a l'associació marxista Lliga d'Artistes Proletaris entre 1929 i 1932, encara que ell afirmaria més tard que mai va arribar a considerar-se comunista. Va romandre indecís sobre el seu futur fins a finals de 1935, quan va veure un anunci de Photo Chemical Laboratories (PCL) que sol·licitava ajudants de direcció.
Els amplis coneixements de Kurosawa sobre cinema, literatura i pintura, tant japonesos com a estrangers, van convèncer a la PCL; fou contractat com a ajudant del director el febrer de 1936. Allí va treballar amb diversos directors, però principalment amb Kajirō Yamamoto, a qui va considerar sempre com el seu mestre i qui li va donar oportunitats per adquirir experiència professional, no només com a ajudant de direcció, sinó també com a guionista i muntador. També va coincidir amb altres dos ajudants amb els quals va fer amistat i va arribar a compartir habitatge: Senkichi Taniguchi i Ishirō Honda. El 1937 la PCL es va fusionar amb altres companyies i va formar la productora Tōhō, un estudi que oferia oportunitats de formació als seus ajudants perquè arribessin a ser directors. Durant l'estiu d'aquest any, com Honda estava a l'exèrcit i Taniguchi ocupat en altres comeses, Kurosawa va ser designat primer ajudant de Yamamoto. El director va apreciar el talent del seu deixeble i el va animar a escriure guions com a primer pas cap a la direcció. Kurosawa va començar a veure publicats els seus guions en revistes especialitzades i a guanyar premis i, a la fi de la dècada de 1930 el seu prestigi dins l'estudi era ja considerable.
El 1940 Kurosawa va col·laborar amb Yamamoto en El cavall (Uma), una pel·lícula sobre la relació entre una jove i el seu cavall. Ja que el director estava molt ocupat amb altres pel·lícules de Toho, Kurosawa va actuar amb una gran llibertat dirigint el rodatge de nombroses escenes i va adquirir una considerable experiència i el respecte per part de la resta de l'equip. La pel·lícula va ser estrenada el 1941 amb gran èxit de crítica i públic. Després de El cavall, Kurosawa va continuar escrivint guions. Alguns van ser portats a la pantalla i per alguns li van donar premis i prestigi, però no va arribar a aconseguir cap direcció de pel·lícula. Alguns van ser rebutjats per la forta censura, que eliminava tot el que li semblava amb una influència occidental, sobretot després de l'atac japonès als Estats Units.

## La novel·la
En 1942 Kurosawa descobreix a la premsa la publicitat d'un nou llibre: Sugata Sanshirō, de Tsuneo Tomita. El cineasta finalment creia que havia trobat una bona base per a una pel·lícula, però el departament de producció de Toho no va voler negociar els drets fins que el llibre no fos publicat. Quan va sortir al mercat, Kurosawa va confirmar que era una excel·lent base per a una pel·lícula, encara que va caldre esperar que el novel·lista deixés de negociar amb les productores Daiei i Shochiku. Finalment, sembla que va ser la intervenció de l'esposa de Tomita la que va fer que decidissin a favor de Kurosawa i Tōhō. El director va escriure ràpidament un guió i el va presentar a Yamamoto, qui el va llegir amb gran interès.
Sugata Sanshirō és una variant de Musashi Miyamoto, una famosa novel·la autobiogràfica escrita per Eiji Yoshikawa i publicada en la segona meitat dels anys 30 que tracta sobre l'avanç espiritual d'un hàbil però salvatge espadatxí que dona nom al llibre. Després de confiar plenament en el seu mestre, superà diverses proves davant rivals amb una gran destresa. Tomita era un mestre de judo i es va inspirar en el mestre del seu pare —Tsunejiro Tomita, al seu torn un famós mestre d'aquest art marcial— per perfilar el personatge de Yano, el mestre de Sanshiro. L'argument és paral·lel al de la novel·la de Yoshikawa, però traslladant l'acció de l'esgrima al judo.

## Sinopsi

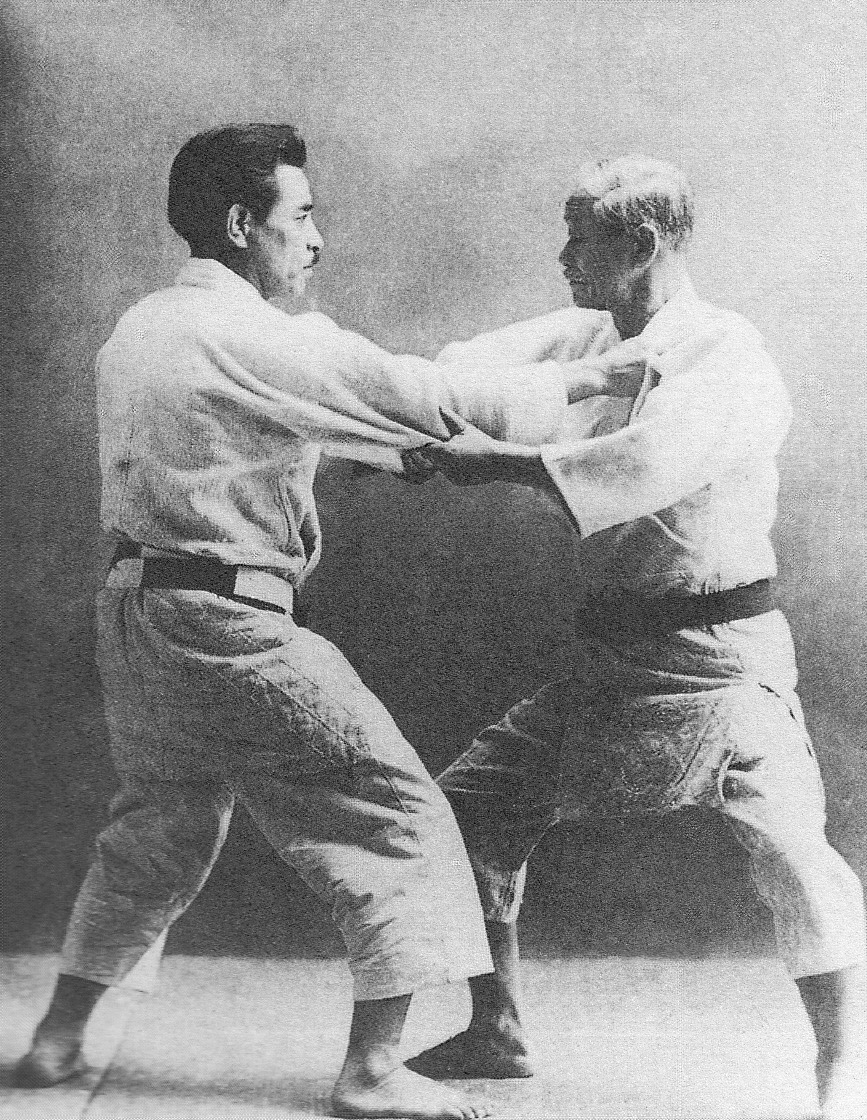
El mestre Jano està inspirat en Jigoro Kano, creador del judo (dreta).

L'acció se situa al Japó de 1882, durant l'Era Meiji. Sugata Sanshirō és un jove rústic que desitja aprendre jiu-jitsu. Va al gimnàs del mestre Momma i assisteix a una emboscada que aquest i els seus deixebles tendeixen a Soghoro Jano, mestre de la nova disciplina del judo. Jano derrota a tots els seus rivals i Sanshiro opta per estudiar amb ell.
Sanshirō domina aviat la tècnica, però és impulsiu i el seu mestre li retreu no ser fidel a l'esperit del judo. Dolgut per les crítiques, Sanshirō es llança a un estany del jardí i afirma que no sortirà d'allí fins que no li demanin disculpes, al que el mestre es nega. L'endemà al matí, i després de contemplar la bella obertura d'una flor de lotus, Sanshiro decideix abandonar l'estany i demanar perdó a Jano.
Sanshiro haurà d'enfrontar-se a Murai, mestre de jiu-jitsu, de la filla del qual Sayo s'ha enamorat. Després de derrotar-lo, s'enfronta en combat a mort amb Higaki Gennosuke, deixeble de Murai. El combat és a l'aire lliure, en el vessant d'una muntanya batuda pel vent, i la victòria de Sanshiro culminarà el seu aprenentatge.

## Rodatge
Als trenta-dos anys i amb una àmplia experiència que li donava confiança, Akira Kurosawa va començar el rodatge de La llegenda del gran judo el 13 de desembre de 1942. La primera seqüència es va rodar en el Santuari Asama de Yokohama, i és aquella en la qual Sanshirō i Yano veuen la filla de Munai resant pel seu pare. Les escenes de la baralla entre Yano i els practicants de jiu-jitsu es van rodar pocs dies més tard al costat del riu Handa, en la prefectura de Aichi i amb una temperatura extremadament freda que obligava a retirar de l'aigua als actors i traslladar-los ràpidament a l'hotel perquè entressin en calor.
La seqüència de l'última baralla va ser complexa. En el guió es descrivia clarament com els núvols de tempesta es desplaçaven amb rapidesa a causa del vent. Com semblava impossible trobar una situació així en exteriors, l'equip va preparar un decorat, va pintar uns núvols i es va disposar a crear el vent amb ventiladors. No obstant això, a Kurosawa no li van agradar els efectes especials. Va pensar que semblaria poc autèntic i que espatllaria tot el film. Per això va demanar permís per rodar en exteriors i la productora li va concedir tres dies. L'equip es va traslladar a la plana de Sengokuhara, en Hakone. Els dos primers dies no va haver-hi vent, però el tercer es va deslligar un gran vendaval que feia que els núvols solquessin el cel a tota velocitat. Malgrat les dures condicions i que els dos actors principals només vestien els seus vestits de judo, ningú es va queixar.

## Direcció

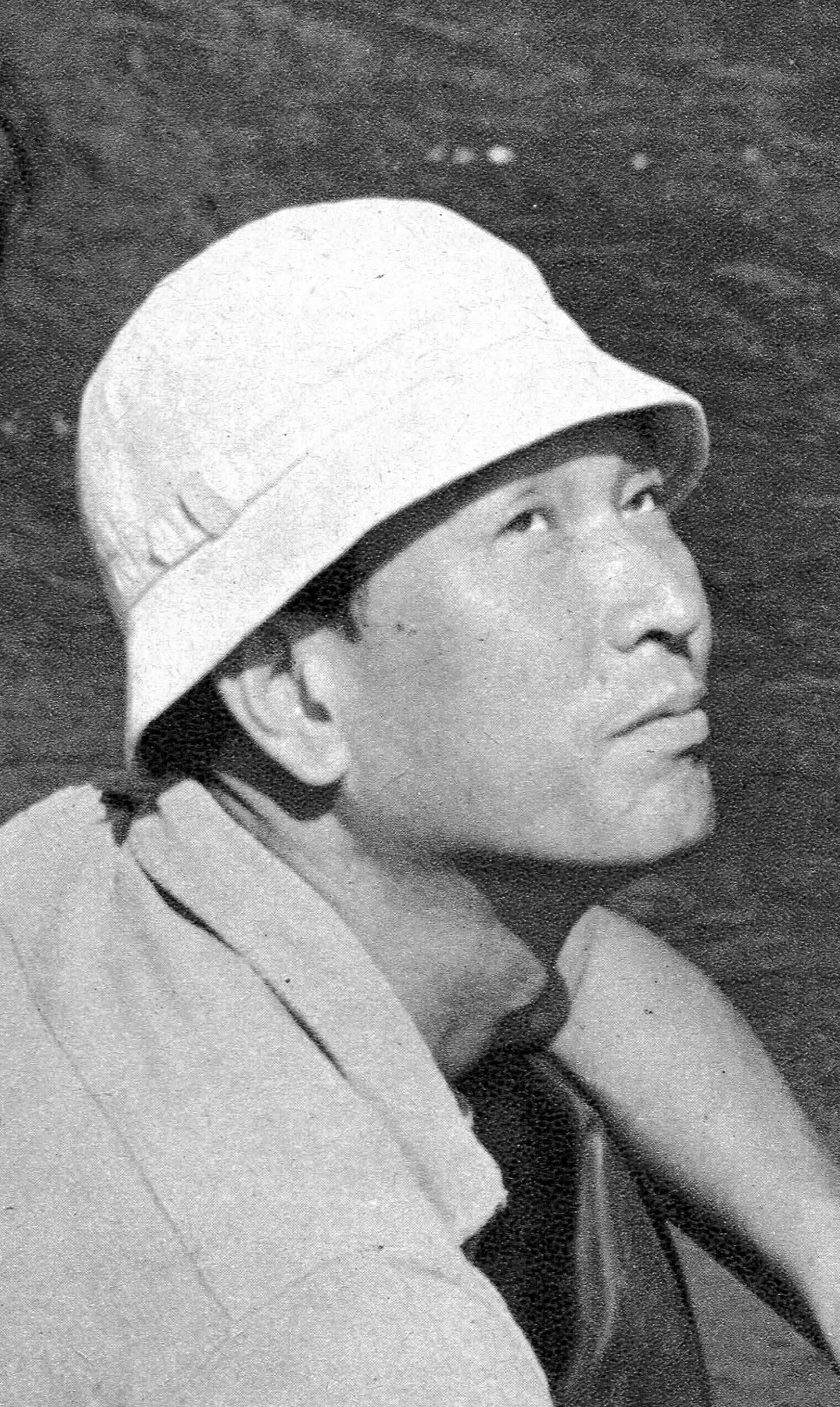
Kurosawa va dirigir el seu primer film, però ja tenia una àmplia experiència.

Molts anys més tard, Kurosawa va explicar que la llibertat proporcionada per Yamamoto durant el rodatge de El cavall li havia proporcionat una experiència amb la qual no es va sentir un novell en debutar amb La llegenda del gran judo. També va dir que va gaudir molt dirigint aquest film i que, com en aquella època hi havia poca llibertat d'expressió, va preferir incidir en els efectes purament cinematogràfics.
La llegenda del gran judo mostra ja algunes de les característiques del posterior cinema de Kurosawa. Per exemple, el seu ús de l'escombratge vertical en comptes del fos per puntuar el pas d'unes escenes a unes altres. Una forma més enginyosa d'expressar el transcurs del temps és el seguiment de les vicissituds de l'esclop que abandona Sanshiro després d'unir-se al mestre Jano fins que aquell acaba surant en el riu arrossegat pel corrent.
Una de les escenes que destaca la crítica és la del combat del mestre Jano al costat del riu: la il·luminació és escassa, la qual cosa fins i tot dificulta el seguiment de l'acció; el so del vent és important i anticipa el del combat final; els lluitadors surten de camp sense que la càmera es mogui en le seguiment dels seus moviments; la càmera s'abat sobre un dels combatents quan cau al sòl...
Una seqüència que no apareix en la novel·la de Tomita és aquella en la qual Sanshirō es llança a l'estany per protestar pel tracte que rep del seu mestre. Tant la capbussada com la revelació que té Sanshirō amb la flor de lotus —un símbol habitualment utilitzat en el budisme— són creacions de Kurosawa. La bellesa de l'instant es veu incrementada pel vapor que sembla pujar des de l'aigua, un efecte que pot ser de l'aigua calenta que l'equip va llançar a l'estany perquè Fujita no es congelés durant aquella nit hivernal. La importància de la seqüència ve realçada per referències que es fan posteriorment.
Els estudiosos també han destacat detalls com el panell que cau a velocitat lenta sobre un lluitador vençut, anticipant una escena similar en Els set samurais. Aquest tipus de detalls van influir en directors nord-americans com Sam Peckinpah.
En un sentit diferent, han estat destacades les seqüències en les quals apareix Sayo. En la primera d'elles, està resant pel seu pare en el temple i després hi ha un descens per una escala. El seguiment que fa Sanshirō dona lloc a noves trobades impregnades d'un suau erotisme.
Però la seqüència més destacada és la del combat final entre Sanshirō i Gennosuke, fins al punt que l'historiador Donald Richie la va definir com «la més famosa de tot el cinema japonès». Va tenir un considerable impacte i va servir de model per a nombroses escenes similars en pel·lícules posteriors de samurais.

## Actors i personatges

### Shogoro Jano
Denjiro Okochi interpreta a Shogoro Jano, un personatge inspirat en Jigoro Kano, fundador del judo, una nova art marcial que competeix amb el tradicional jiu-jitsu. Jano és el primer dels mestres que apareixen en diverses pel·lícules de Kurosawa servint de guia als seus respectius aprenents, com el comissari Sato en El gos rabiós, Kambei i Kyuzo en Els set samurais o el metge que dona nom a Barba-roja. Okochi era l'actor més conegut i per això va cobrar més que Fujita i el seu nom apareix abans en els títols.

### Sanshirō Sugata

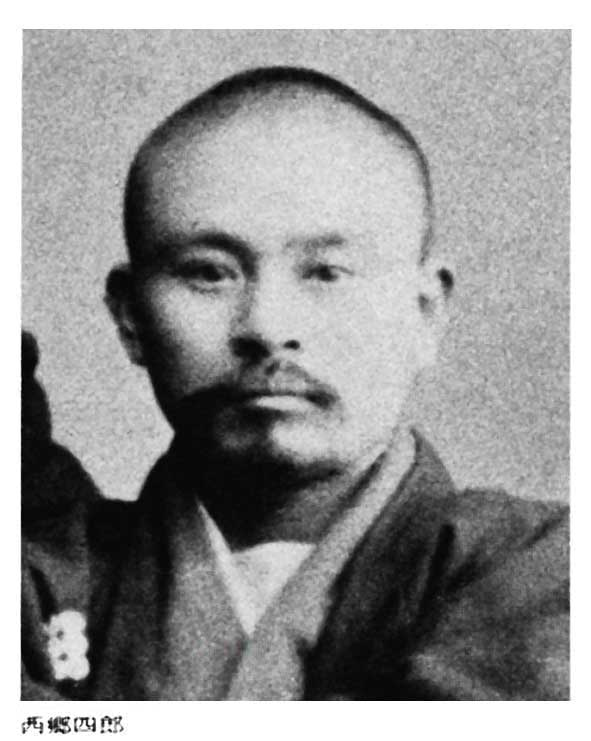
Sanshirō està inspirat en el judoka Saigo Shirō.

Encara que el seu personatge és més important, Susumu Fujita va cobrar menys pel seu treball que Denjiro Okochi, que era un actor més prestigiós. La llegenda del gran judo va llançar la seva carrera. L'actor portava treballant a Toho des de 1939, sobretot en pel·lícules bèl·liques, però encara no passava de ser una promesa. Tenia uns ulls expressius que contrastaven amb el seu imponent físic. Fujita va continuar col·laborant amb Kurosawa en diverses pel·lícules més fins al final de la dècada, moment en què va ser substituït en el seu protagonisme per Toshiro Mifune. Anys més tard va interpretar petits papers en altres films del ja consagrat director.
El personatge de Sanshirō està inspirat en el judoka Saigo Shiro, qui va ser reclutat per Jigoro Kano per a la seva escola. És un jove de condició humil i modals rudes que vol iniciar-se en les arts marcials. Anticipa altres futurs personatges de Kurosawa en tant que segueix un procés d'aprenentatge doble: el de l'art marcial que ha triat i el de l'espiritualitat a través de l'ajuda del seu mestre.

### Altres personatges
En una pel·lícula essencialment masculina, hi ha un personatge femení de gran importància. Sayo, interpretada per Yukiko Todoroki, és la filla del mestre Murai, un dels oponents de Sanshirō. Tot i així, l'amor sorgirà entre els dos joves, amb un suau tractament de l'erotisme per part de Kurosawa.
Hansuke Murai, interpretat per Takashi Shimura, és un veterà mestre de jiu-jitsu i el principal rival de Sanshirō.
Saburo Monma, interpretat per Yoshio Kosugi, és un brutal lluitador de jiu-jitsu que s'enfronta a Sanshirō i mor durant el combat.
Osumi —la filla de Monma interpretada per Ranko Hanai— vol venjar al seu pare, que va morir en el seu enfrontament amb Sanshirō. Per a això intenta accedir fins al jove lluitador amb un ganivet.

## Rerefons polític i social

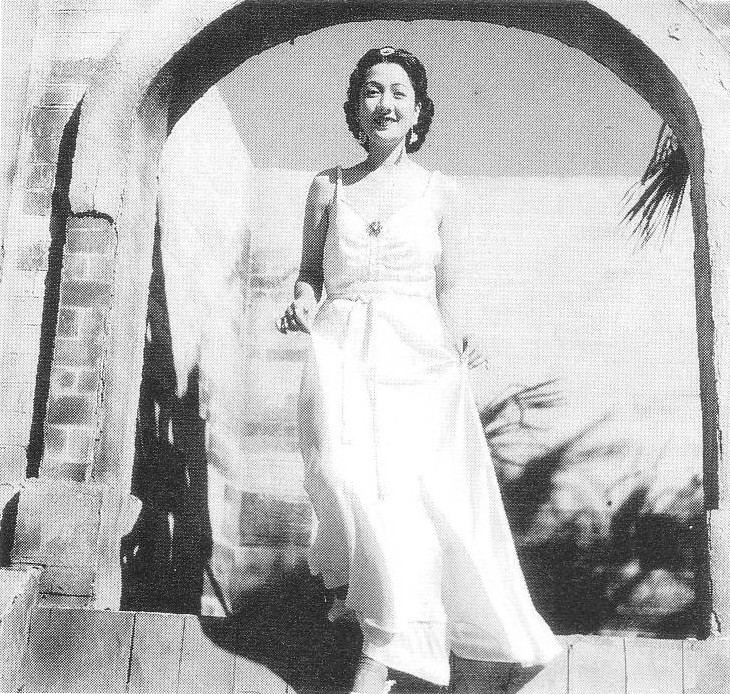
La relació de Sanshiro amb Sayo —Yukiko Todoroki– va semblar massa occidental a la censura.

La pel·lícula és fruit tant del temps en què va ser rodada, amb l'explosió nacionalista que va donar lloc a la guerra, com del període Meiji en el qual se situa l'acció, caracteritzat per l'obertura a Occident. D'una banda hi ha un discurs tradicionalista que subratlla els valors de l'educació japonesa, com ara a autodisciplina, confiança en la jerarquia i fe en l'esperit; d'altra banda hi ha una defensa de la renovació, amb una substitució d'un art marcial antiga per una altra més refinada.
Malgrat que en el missatge tradicional, Kurosawa va haver d'enfrontar-se per primera vegada amb la censura. El comitè va fer que s'assegués davant ells i al director li va semblar que estava sent jutjat per haver comès un crim. En principi, la pel·lícula no hauria d'haver tingut cap problema; tractava sobre arts marcials japoneses i la seva espiritualitat, i la vestimenta del antagonista de Sanshiro suggeria que estava corromput per Occident. No obstant això, el director va haver d'escoltar el retret que el seu film semblava massa «britànic-americà», sobretot en les escenes romàntiques. Va haver de prendre la paraula el prestigiós director Yasujirō Ozu, que era part del comitè, per dir que La llegenda del gran judo era una obra mestra, amb el qual va concloure el procés.

## Recepció
La llegenda del gran judo es va estrenar el 25 de març de 1943 i va tenir un gran acolliment per part de la crítica. També va ser un èxit de públic, la qual cosa s'explica tant per l'èxit previ de la novel·la en la qual es basava la pel·lícula com pel fet que s'estrenaven pocs films en aquella època. Kurosawa va rebre el Premi Nacional de Cinema de mans del primer ministre. El film va rebre també el Premi Sadao Yamanaka, creat en honor del director japonès mort, i va quedar segona en la classificació de les millors pel·lícules de l'any.

## Mutilació
La pel·lícula va ser reestrenada el 1944, moment en què es van tallar diverses escenes per reduir la durada del film. Pel que sembla, la destrucció de nombroses sales d'exhibició va fer que el govern japonès aprovés una norma per la qual es reduïa la durada de les cintes a fi de permetre la projecció d'un nombre més gran de pel·lícules als escassos cinemes que seguien oberts.
Altres fragments van ser suprimits per la censura de les forces d'ocupació aliades després del final de la guerra. Els vencedors consideraven que la pervivència d'idees del Japó feudal era el que havia fet possible el militarisme agressiu que va conduir a la guerra. Per això es van tallar certes referències a la necessitat de mantenir una obediència cega al mestre.
Posteriorment es va comprovar que s'havien perdut uns disset minuts dels noranta-set que la pel·lícula tenia originalment. Ja que no eren seqüències imprescindibles, el 1952 es va restaurar el film en la seva reestrena substituint els buits amb textos explicatius. La mutilació fa que alguns personatges desapareguin sense explicació. Aquesta versió és la que es va estrenar a Occident el 1974, quan Kurosawa ja era un director consagrat, i la que es va difondre posteriorment en vídeo domèstic.
En l'última dècada del segle XX, després de l'ensorrament de la Unió Soviètica, es va localitzar a Moscou un fragment de la pel·lícula procedent del Manxukuo i que contenia alguns dels fragments perduts. Gràcies a aquesta troballa, en 2002 es va poder confeccionar una versió restaurada de noranta-un minuts de durada.

## Seqüela i remake
Gràcies el bon acolliment de La llegenda del gran judo, la productora va oferir a Kurosawa realitzar una continuació. El resultat va ser Zoku Sugata Sanshirō (japonès:續姿三四郎, distribuïda internacionalment com a La saga del judo 2), pel·lícula de 1945 rodada sense gaire interès pel director i que no aporta res de nou al tema. És considerada com la pitjor pel·lícula de Kurosawa i se li retreu un to de propaganda nacionalista que està absent en la seva òpera primera.
En 1965 es va rodar una nova versió de la pel·lícula en la qual Akira Kurosawa va fer de productor, guionista i muntador, i Toshirō Mifune interpretava al mestre Jano.